# ПіК
ПіК (Політика і Культура) — україномовний тижневий журнал, який виходив друком з березня 1999 року по травень 2004 року. ПіК був першою спробою адаптувати для українського медіа-ринку західний формат weekly newsmagazine. Ідейним творцем і керівником проєкту був український тележурналіст, телевізійний менеджер, державний службовець Зиновій Кулик. Першим головним редактором видання був український журналіст і громадський діяч Олександр Кривенко. У грудні 2000 року він пішов з журналу. Новим редактором ПіКу став Ігор Юрченко, який до цього очолював тижневик «Аргументи і факти в Україні». Останній номер ПіКу вийшов у травні 2004 року. Причиною закриття проєкту стала раптова смерть Зиновія Кулика. Наступний україномовний тижневий журнал з'явився на українському медіа-ринку тільки у березні 2007 року (Главред).
У 2008 році колишній партнер Зиновія Кулика Борис Фуксман зробив спробу відродження ПіКу, запустивши вебсайт ПіК України. За словами інвестора, тоді обговорювалася можливість відродження журналу: «Для початку бренд буде використаний у формі Інтернет-сайту, але, можливо, в майбутньому ми замислимось над реанімацією самого друкованого видання». Ці плани, однак, так і не було реалізовано — у лютому 2009 року сайт ПіК України було закрито.
У квітні 2013 року управлінська та журналістська команда ПіКу на чолі з головним редактором Ігорем Юрченком відродили видання у вигляді інтернет-журналу Новий ПіК.